# Ammónium-fluorid
Az ammónium-fluorid (régi magyar nevén: ammonfolyag, képlete NH4F) egy ammóniából és hidrogén-fluoridból levezethető só. Színtelen, kristályos vegyület. Vízben jól oldódik, 100 g vízben 0 °C-on 100 g ammónium-fluorid oldódik. Alkoholban kevésbé jól oldható, mint vízben. Mérgező hatású.

## Kémiai tulajdonságai
Heves reakcióba lép fémkáliummal. A reakcióban képződő termékek a kálium-fluorid, az ammónia és a hidrogén. Ha a vizes oldatát bepárolják, a vegyület ammóniát veszít és ammónium-hidrogén-fluoriddá alakul. Emiatt az oldat általában savas kémhatású. Az ammónium-fluorid az üveget megtámadja.

## Előállítása
Az ammónium-fluoridot ammónium-klorid és feleslegben lévő nátrium-fluorid reakciójával állítják elő, a két anyag keverékének szublimáltatásával.
{\displaystyle \mathrm {NH_{4}Cl+NaF\rightarrow NH_{4}F+NaCl} }
Ammónium-fluorid keletkezik a hidrogén-fluorid oldatának ammónium-hidroxiddal való közömbösítésekor is. Az így nyert ammónium-fluorid oldatot platinacsészékben párolják be.

## Felhasználása
Az ammónium-fluoridot, mivel az üveget marja, üveg maratására használják. Ezenkívül alkalmazzák más fluoridok előállításakor, szilikátásványok és egyéb kőzetek feltárására és fa tartósítására.